# Burg Böckingen

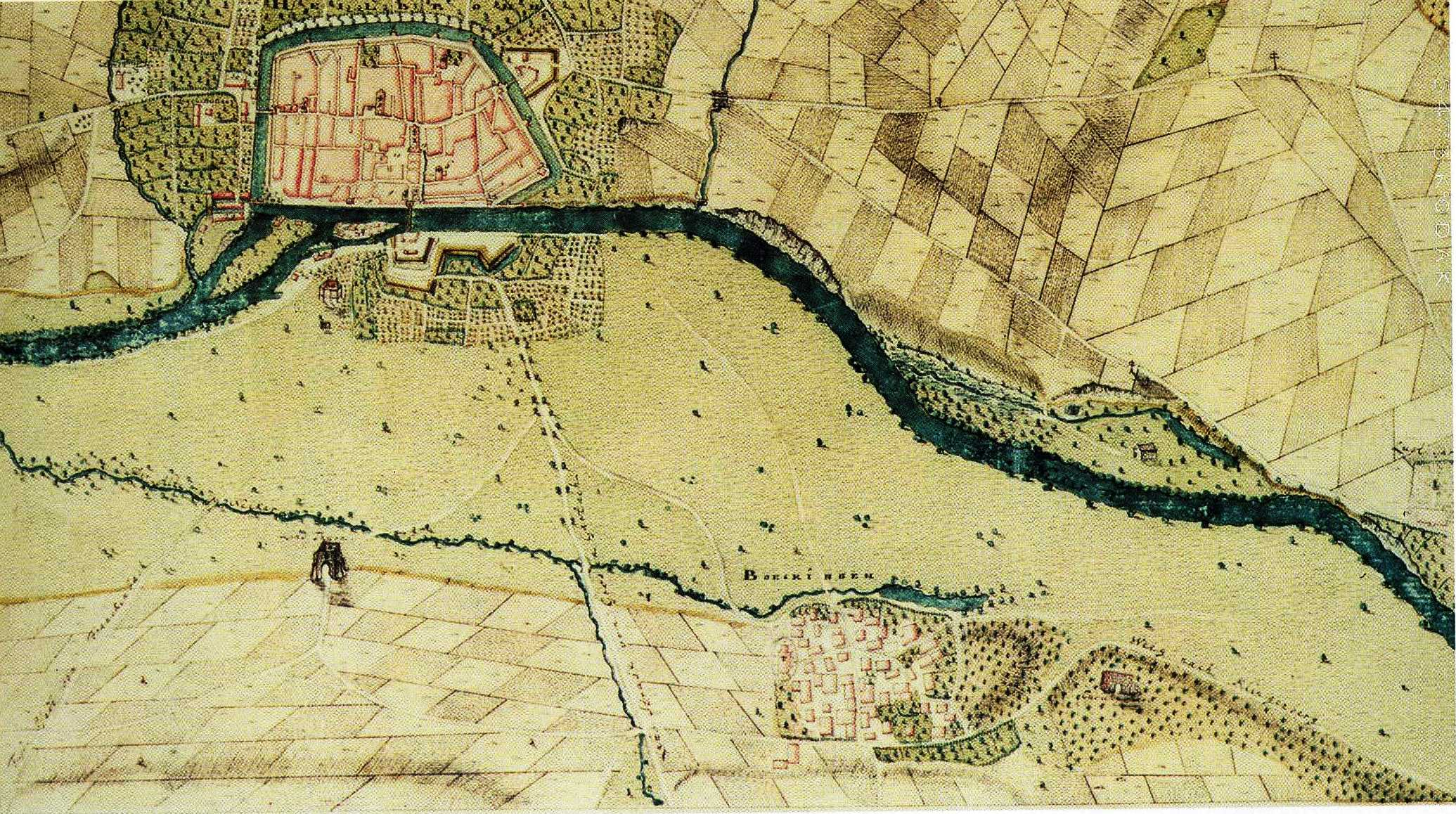
Böckingen 1689

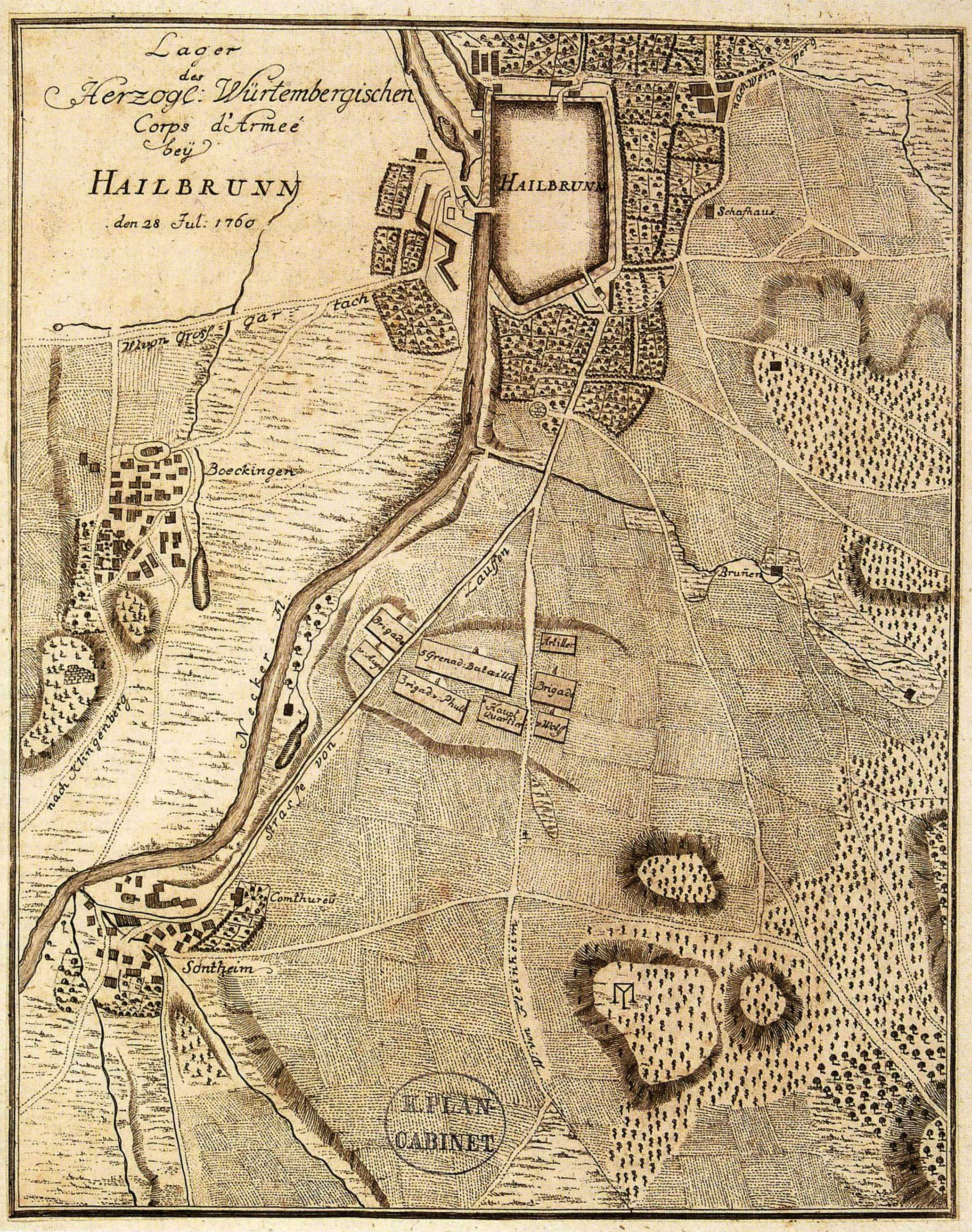
Böckingen 1760: Im Süden des Ortes ist der Hügel markiert

Die Burg der Herren von Böckingen war eine Burg im heutigen Heilbronner Stadtteil Böckingen. Die fränkischen Grabfunde aus der Gegend der Böckinger Hecht- und Kappelstraße gehören zu dieser Burg. Nach dem Brand von 1862 wurde das fränkische Gräberfeld, das unmittelbar zur Festung gehörte, neu überbaut.

## Geschichte
Erstmals wurde die Burg im Jahre 1295 im Rentenverzeichnis des Stifts St. Peter in Wimpfen erwähnt. Das Rentenverzeichnis beschreibt das Haus des Vogtes, Konrad von Böckingen, das mit der Festung verbunden war, wobei die Hoffläche des Hauses Teile der alten Festung einbezog.
1342 verkaufte die Herren von Böckingen die heruntergekommene alte Festung, die als Burgstadel bezeichnet wurde, an die Stadt Heilbronn, zusammen mit drei Viertel der Vogtei zu Beckingen; Letztere war ein Lehen von Württemberg an die Böckinger. Weiterhin wurden dabei noch andere Rechte und Zinsen an Heilbronn übereignet.
1427 wird der Burgstadel nochmals erwähnt. Die Ortsadligen verkauften 1431 auch noch das letzte Viertel ihrer Lehen, das Eberstein'sche Lehen, an die Reichsstadt Heilbronn. Der Burgstadel soll Mitte des 16. Jahrhunderts endgültig abgegangen sein.

## Lokalisierung
Über die genaue Lage der ehemaligen Burg herrscht bisher noch keine Einigkeit.
- Die Oberamtsbeschreibung von 1865 lokalisiert die Burg auf einem Hügel, wo sich früher der obere See befand, ein ehemaliger Neckararm, der im Laufe der Zeit versandete.[7]

- Schmolz lokalisiert die mittelalterliche Festung bei der Klingenberger- und Hofstattstraße.[8]

- Das Landesamt für Denkmalpflege lokalisiert die Burg im Bereich der Hofstatt-/Strombergstraße auf einem kleinen Hügel im Süden von Böckingen am Neckararm, der später versandete.[6]